# Out of Touch
Out of Touch är en låt framförd av musikduon Hall & Oates, inspelad till deras tolfte studioalbum Big Bam Boom. Den skrevs och producerades av Hall & Oates med ytterligare produktion skapad av Bob Clearmountain. RCA Records gav ut låten som huvudsingeln från albumet. Den hade premiär på amerikansk popradio (contemporary hit radio) den 21 september 1984 och såldes därefter kommersiellt på 7"- och 12"-vinylskivor. "Out of Touch" är en dancerock-, syntpop- och new wave-låt som uppdaterade Hall & Oates sound med anspråk på både urban musik och R&B.
Vid utgivningen mottog "Out of Touch" positiv kritik från musikjournalister vilka noterade låtens potential att bli en radiohit. Även i efterhand var recensenter positiva och lyfte fram den som en av Hall & Oates bästa verk i deras karriär. I hemlandet USA blev "Out of Touch" en hit som toppade singellistan Billboard Hot 100, duons femte musiksingel att klara den bedriften. Den var även en listetta på danslistan Hot Dance/Disco samt en topp-30-notering på R&B-listan Hot Black Singles. Internationellt var "Out of Touch" en topp-tio hit i Kanada och Guatemala samt en topp-20 hit i Australien och Sverige.
Musikvideon som skapades för att marknadsföra "Out of Touch" regisserades av Jeff Stein och hade premiär på MTV i slutet på september 1984. I videon befinner sig duon inne i en gigantisk trumma som de flyr från mot slutet av videon. "Out of Touch" blev Hall & Oates sista musiksingel att toppa Hot 100-listan i USA. År 2005 rankades den i Rock Song Index: The 7500 Most Important Songs for the Rock and Roll Era av musikjournalisten Bruce Pollock.

## Bakgrund och utgivning

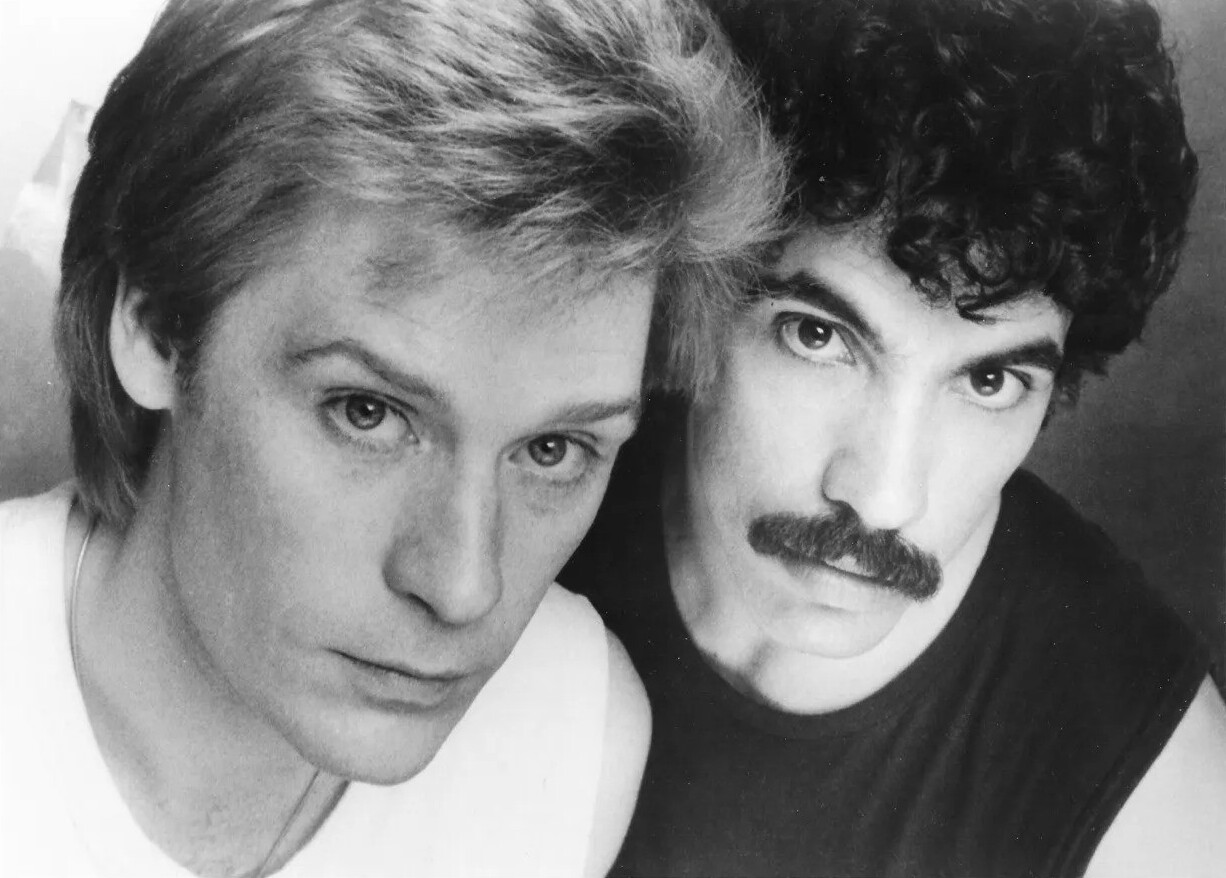
Musikduon Hall & Oates återvände till inspelningsstudion 1984 för att spela in en uppföljare till H_{2}O (1982).

Två år efter att Hall & Oates spelat in deras elfte studioalbum H2O, vilken genererade hitsingeln "Maneater" (1982), återvände duon till inspelningsstudion Electric Lady Studios i New York för att spela in uppföljaren Big Bam Boom. Under tiden släppte RCA samlingsalbumet Rock 'n Soul Part 1 som bestod av tidigare hits och några nya låtar. Från albumet kom den nya singeln "Say It Isn't So" som låg på andraplatsen på Billboard Hot 100 under fyra veckor i december 1983. Uppföljaren "Adult Education" nådde åttondeplatsen i april 1984. Samma månad bekräftade också Recording Industry Association of America (RIAA) att Hall & Oates var den mest framgångsrika musikduon i musikhistorien, något som Billboard och Newsweek också hade fastslagit.
RCA skickade "Out of Touch" till amerikansk popradio (contemporary hit radio) den 21 september 1984 som huvudsingeln från Big Bam Boom. Den blev veckans mest tillagda singel i popradiostationers spellistor. Den skickades till vuxenpopstationer (adult contemporary) veckan efter, den 28 september, och fick ett liknande bemötande. Musikvideon till låten regisserades av Jeff Stein och hade premiär på MTV den 26 september.

## Koncept och inspelning
Under uppehållet mellan H2O och Big Bam Boom hade Daryl Hall breddat sin musikaliska repertoar genom samarbeten med Elvis Costello på "The Only Flame In Town" och Diana Ross på hennes "Swept Away" som blev en topp-tjugo notering på Hot 100-listan. När det var dags att påbörja arbetet på deras nya album kände både Hall och Oates att det var dags att prova något nytt musikaliskt, även om formeln från Voices fortfarande fungerade bra. Duon utvecklade idéer tillsammans genom brainstorming och skapade låtmaterialet tillsammans i inspelningsstudion, vilket var ett arbetssätt som de inte använt sig av tidigare. I en intervju kommenterade Hall: "Både John och jag gjorde en hel del utvärderingar och omvärderingar under skapandet av albumet." Oates utvecklade: "Det var ett större samarbete än på tidigare album. Vi skrev alla texter tillsammans [...] men den här gången hade vi inget material färdigt när vi klev in i studion, bara idéer. Det blev en slags snöbollseffekt."
Det nya arbetssättet genererade "Out of Touch" vars storbandsliknande refräng först skapades av Oates i hans hemmastudio. Initialt tänkte han ge låten till musikgruppen The Stylistics då han tyckte att kompositionen påminde om deras Philadelphia soul. Han blev dock övertalad att behålla låten själv istället nästa dag i inspelningsstudion, varpå Hall skrev första versen efter att han spelats refrängen. Hall och Oates ville att "Out of Touch" skulle ha en urban framtoning och tog därför hjälp av musikproducenten Arthur Baker som dessförinnan hade skapat musiken till den amerikanska långfilmen Beat Street. Baker bistod med produktionen och ljudmixningen av låten. Hans input under finslipningen beskrevs som avgörande för kompositionens känsla. Baker skapade även en Dub-version av låten som inkluderades på 12"-vinylutgåvorna av singeln.

## Komposition och textanalys
"De flesta artisterna försöker undvika klyschor, men de kan vara svårt, särskilt om det är du själv som är en. Jag har tillräckligt med pengar. Jag bryr mig inte om något annat än att göra bra musik. Vår enda press kommer från oss själva och om vi ska lyckas överträffa oss själva."
7"-versionen av "Out of Touch" har en speltid på tre minuter och femtiofem sekunder (3:55). Den är skriven i tonarten c-dur och har ett medelsnabbt tempo på 116 taktslag per minut. Halls sångröst sträcker sig från tonen G3 till A4. Enligt Musicnotes.com är kompositionen byggd inom ramarna för flera genrer, så som vuxenpop, new wave, poprock, mjukrock och dancerock. Den innehåller element av afroamerikansk urban musik och R&B. Kompositionen är byggd runt en kraftig basgång och framträdande trummor vilket noterades av Cash Box som också beskrev refrängen som "bitterljuv". Under verserna ackompanjeras basen och trummorna av gitarr innan syntar tar över och präglar melodislingorna. Dessa förstärks ytterligare med en syntslinga som "strösslats ovanpå". Jämfört med samtidens syntdrivna popkompositioner är "Out of Touch" sparsmakad, något som Niall McMurray från den brittiska webbplatsen Into the Popvoid noterade. Den relativt tillbakaskalade musiken gav utrymme för Halls sång under verserna. Under refrängen komplimenterar sången och syntarna och förstärker varandra.
"Out of Touch" beskriver ett kärlekspar som tappat varandra emotionellt och börjat glida isär. Texten förmedlar att paret inte har kommunicerat och bristen på saker gemensamt börjar orsaka sprickor i relationen. Trots problemen sjunger Hall att han hoppas att problemen kan lösas: han är helt utom sig när han inte är med henne och saknar det dom en gång hade tillsammans. I refrängen sjunger Hall: "You're out of touch/ I'm out of time (Time)/ But I'm out of my head when you're not around". Senare verser beskriver hur han saknar sin partner och att han är villig att göra vad som krävs för att minska klyftan dem sinsemellan. Michele Johnson beskrev "Out of Touch" som en känslosam låt och ansåg att texten var en korrekt beskrivning av verkligheten när ett par tappat varandra. Hon sammanfattade: "Detta är ännu en realistisk låt som beskriver hur det kan gå när smekmånadsfasen är över. Allt är bra till en början innan relationen kapsejsar. Par som varit tillsammans länge kan förstå textens betydelse."

## Mottagande

### Musikjournalisters respons

#### Samtida
Billboard var positiv till "Out of Touch" och kommenterade: "Ännu en oklanderlig pop/R&B-blandning och en solkar radiosmash". Cash Box beskrev Halls sångröst som "spektakulär" och att den ackompanjerades av ett "fläckfritt" arrangemang. Recensenten fortsatte: "[...] den är en säker hit på popradio och borde även funka i nattklubbar på ett liknande vis som 'Adult Education'. Ännu en i raden av oändligt många popunder från denna igenkännbara blue-eyed soul-duo." Terry Hazlett från Observer-Reporter kommenterade: "Till skillnad från titeln på deras nuvarande singel, 'Out of Touch', är Hall & Oates helt införstådda med vad dagens musikälskare vill ha. Det heta just nu är disco, idag kallat 'högintensiv samtida dansmusik'. Oavsett etikettnamn finns alla generiska ingredienser här - dansbeats, låttexter avsedda för engångsbruk, tjatiga refränger. Till denna blandning tillsätter Hall & Oates sin specialitet - blue-eyed soul - resultatet är en berusande, möjligen beroendeframkallande huvudrätt."

#### Senare recensioner
Stephen Thomas Erlewine från Allmusic lyfte fram "Out of Touch" som en av de bättre låtarna på Big Bam Boom och ansåg att den var minst lika bra som materialet på de tidigare albumen Private Eyes (1980) och Voices (1981). Niall McMurray från den brittiska webbplatsen Into the Popvoid beskrev syntarna i låten som "helt oemotståndliga" vid en tillbakablick år 2016. År 2024 rankade Brian Kachejian från Classic Rock History låten på åttondeplatsen på hans lista över Hall & Oates tio bästa låtar. Kachejian kommenterade: "Under de snabba teknologiska framstegen inom musikinspelning under mitten av 1980-talet skapade Hall & Oates ett fantastiskt album som fogade samman teknologin med musikaliska insatser bättre än de flesta klassiska musikakterna som omfamnade de teknologiska ljudmässiga framstegen."

### Kommersiell respons

#### USA och Kanada
"Out of Touch" noterades för första gången på amerikanska singellistan Billboard Hot 100 den 29 september 1984 på plats 48. Den 13 oktober 1984 meddelade Billboard att "Out of Touch" var Hall & Oates fjortonde topp-40 notering i följd på listan. Följande vecka nådde den topp-30 innan den klättrade till topp-20 veckan därpå. Den 11 november nådde "Out of Touch" sjätteplatsen på listan och blev därmed deras fjortonde topp-tio hit, en titel ifrån att slå rekordet med flest topp-tio hits av en duo under rock-eran, satt av The Everly Brothers. Tio veckor efter debuten nådde "Out of Touch" förstaplatsen den 8 december. Hall & Oates gick om Michael Jackson och Lionel Richie som den musikakt med tidpunktens flest antal listettor under 1980-talet, totalt fem stycken.
"Out of Touch" nådde förstaplatsen på dansmusiklistan Hot Dance/Disco sammansatt av Billboard den 17 november. Den blev duons tredje listetta efter "I Can't Go for That (No Can Do)" och "Say It Isn't So". Hall hade en månad tidigare även nått förstaplatsen som producent med Diana Ross' "Swept Away". På R&B-listan Hot Black Singles nådde "Out of Touch" plats 24. Billboard noterade att positionen var respektingivande även om den gjorde att Hall & Oates inte lyckades upprepa framgången med "I Can't Go for That" som blev en solkar succé bland alla målgrupper och toppade Hot 100-listan, Hot Dance/Disco samt Hot Black Singles. När även singeluppföljaren "Method of Modern Love" nådde topp-30 på Hot Black Singles blev Big Bam Boom det enda albumet i duons diskografi att generera två hits på amerikanska R&B-marknaden. I Billboard-konkurrenten Cash Box var "Out of Touch" veckans högsta debut på singellistan Top 100 Singles den 29 september 1984 när den gick in på plats 38. I numret den 15 november nådde låten tredjeplatsen på listan, vilket blev dess topposition. Den gick även in på tidningens R&B-lista Top B/C Singles där den nådde plats 29.
I Kanada gick "Out of Touch" in på plats 19 på landets singellista sammansatt av The Record den 22 oktober. Den 8 december nådde låten fjärdeplatsen, vilket blev toppositionen.

#### Övriga musikmarknader
I Storbritannien blev låten en "flopp" i jämförelse med framgångarna i Nordamerika. Den gick in på UK Singles Chart den 13 oktober och nådde som högst plats 48. Trots det initialt svala bemötandet i landet noterade Into the Popvoid att "Out of Touch" i efterhand blivit en "popstandard" i landet.

## Arv
"Out of Touch" blev Hall & Oates' sista musiksingel att nå toppen på Billboard Hot 100. År 2005 rankades den i Rock Song Index: The 7500 Most Important Songs for the Rock and Roll Era av musikjournalisten Bruce Pollock.

## Topplistor

### Veckolistor
| Lista (1984)                       | Topplacering |
| ---------------------------------- | ------------ |
| Kanada Singles (The Record)        | 4            |
| USA Billboard Hot 100              | 1            |
| USA Adult Contemporary (Billboard) | 8            |
| USA Hot Black Singles (Billboard)  | 24           |
| USA Hot Dance/Disco (Billboard)    | 1            |
| USA Mainstream Rock (Billboard)    | 18           |
| USA Cash Box Top 100 Singles       | 3            |
| USA Top B/C Singles (Cash Box)     | 29           |

## Utgivningshistorik
| Land | Datum             | Utgåva     | Format                     | Skivbolag | Ref.  |
| ---- | ----------------- | ---------- | -------------------------- | --------- | ----- |
| USA  | 21 september 1984 | Radio Edit | Radio (CHR)                | RCA       | [ 2 ] |
| USA  | 28 september 1984 | Radio Edit | Radio (adult contemporary) | RCA       | [ 3 ] |